# Pre-Fader-Listening
Vorhören (engl. Pre-Fader-Listening, kurz: PFL) bezeichnet den Vorgang, ein Signal, das durch ein Mischpult läuft, vor dem Regler abzugreifen und auf einen speziellen Abhörweg zu leiten.
Somit ist es möglich, eine oder mehrere Audioquellen vor deren Aussendung auf die Summe anzuhören oder mittels technischer Einrichtungen zu visualisieren. Dies erlaubt unter anderem die Anpassung des Signals mittels Filter oder Effekte ohne Störung der laufenden Mischung.
Der Tontechniker kann zum Beispiel während eines Livekonzerts das Mikrofon des Sängers, des Gitarristen usw. auf seine Kopfhörer legen, um dessen technische Qualität zu überprüfen. In Tonstudios kann das PFL-Signal auf die Kontrolllautsprecher oder mittels Routing auf weitere Senken (Ziele) geleitet werden. In Radiostudios hört sich zum Beispiel der Moderator den nächsten Titel schon mal an, während der laufende Titel über den Sender ausgestrahlt wird. Ein DJ gleicht auf diese Weise zwei Schallplatten bezüglich des Beats und der Geschwindigkeit an.
Auf Mischpulten ist die PFL-Funktion meistens durch eine Taste mit der Aufschrift "PFL" oder "Cue" über oder unter dem Kanalfader zu finden. Neben einer eigenen Lautstärkeregelung und einem Regler zur Bestimmung des Mischungsverhältnisses zwischen Vorhör- und Summensignal, bieten einige Mischpulte auch die Aufteilung dieser beiden Signale auf den linken und rechten Vorhörkanal.